# Emmauskloster

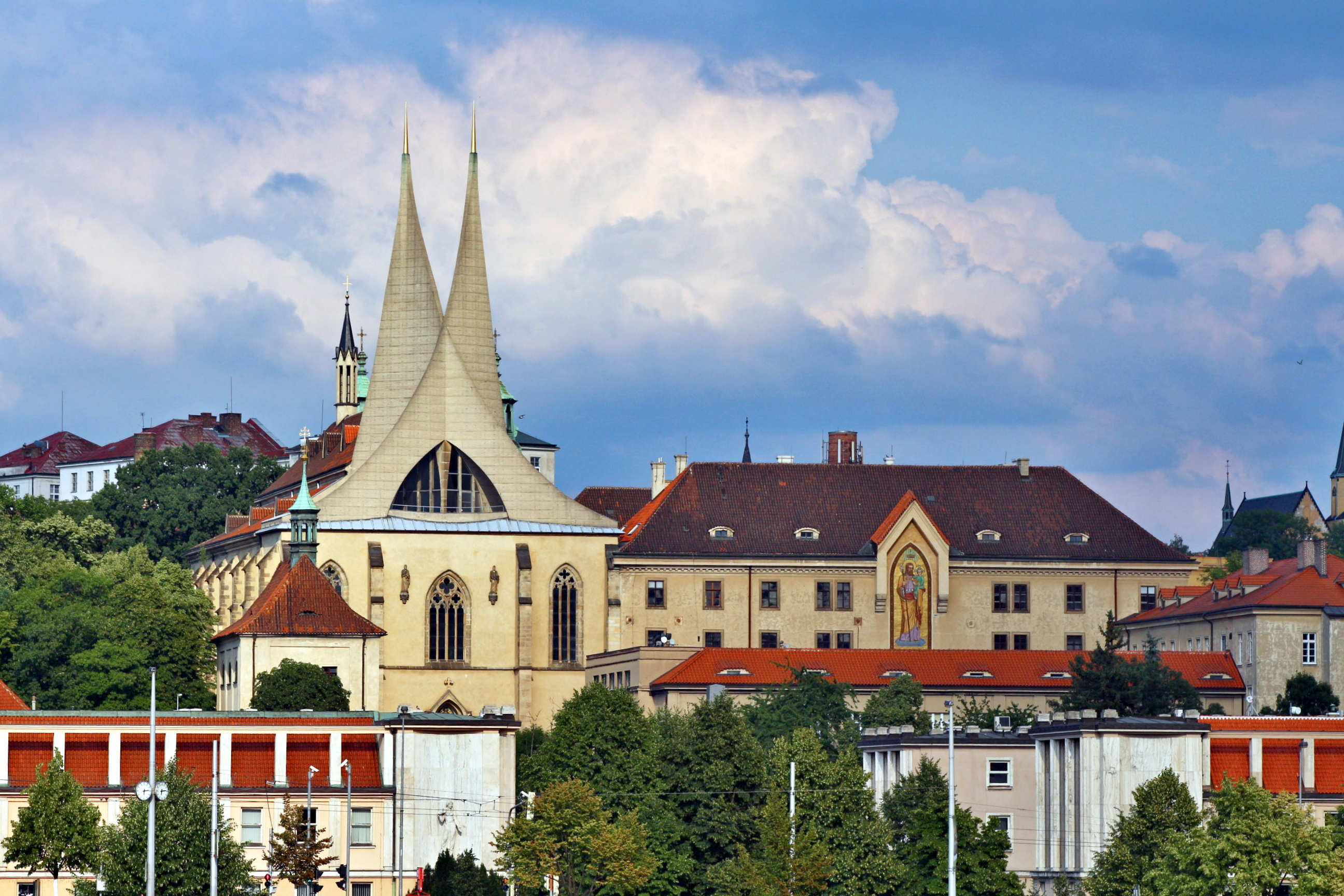
Das Emmauskloster in der Prager Neustadt

Das Emmauskloster (auch Emauskloster, tschechisch Emauzský klášter, auch Klášter v Emauzích) ist eine Benediktiner-Abtei in der tschechischen Hauptstadt Prag.

## Geschichte

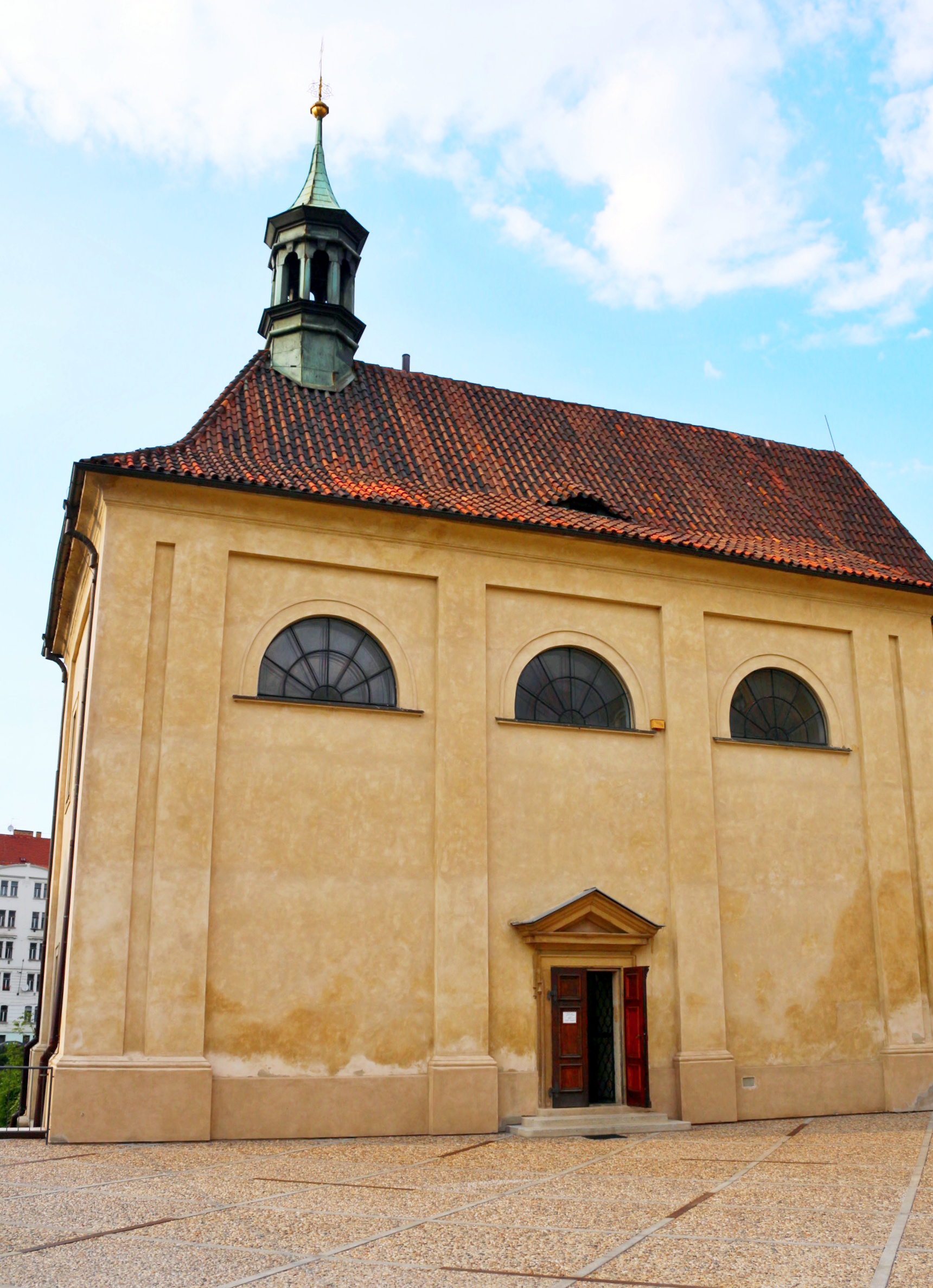
Die ursprünglich romanische Pfarrkirche St. Cosmas und Damian

Das Kloster Em(m)aus wurde schon vor dem Anlegen der Prager Neustadt auf einem Sporn der oberen Moldau-Terrasse an dem alten Weg zum Vyšehrad gegründet. Zunächst diente die noch erhaltene, alte romanische Pfarrkirche der Flößergemeinde Podskalí St. Cosmas und Damian als Klosterkirche, die Pfarre wurde zur Nikolauskirche verlegt.
Karl IV. stiftete auf dem Gelände des exemten Vyšehrader Stiftskapitels mit Zustimmung Papst Clemens VI. (Bulle vom 9. Mai 1346) am 21. November 1347 ein Slawenkloster mit dem Auftrag, hier altslawische Liturgie zu pflegen.
Karls Mutter war Elisabeth von Böhmen, zweitälteste Tochter des vorletzten přemyslidischen Königs Wenzel II. von Böhmen. Neben seiner Muttersprache Böhmisch beherrschte er ausweislich seiner Autobiographie auch Latein, Deutsch, Französisch und Italienisch. Karls Vater war Johann von Böhmen, Sohn des Kaisers Heinrich VII. und erster böhmischer König aus dem Haus Luxemburg. Karl folgte nach dem Tode seines Vaters diesem am 2. September 1347 im Amt des böhmischen Königs nach. Schon zwei Monate darauf stiftete er das Slawenkloster. Die schnelle und positive päpstliche Bewilligung resultierte aus dem besonderen Vertrauensverhältnis zwischen Karl und Clemens VI., der als Erzbischof von Rouen und französischer Kanzler unter seinem bürgerlichen Namen Pierre Roger aus dem Haus Rogier de Beaufort Karls ehemaliger Erzieher am französischen Hof gewesen war. Karl hatte bereits 1346 bei einem Treffen mit Clemens VI. am damaligen Papstsitz Avignon auf die schlimmen Zustände in Dalmatien hingewiesen. Seit 1342 bemühte sich der neue kroatisch-ungarische König Ludwig I. aus dem Haus Anjou, die volle Kontrolle über die nordöstliche adriatische Küste zu erringen. Dabei waren ihm die Vertreter der kirchenslawischen Liturgie im Wege.
Karl IV. hatte die glagolitische Messe als Gast des Grafen Bartolomej VIII. Frankopan in Senj bereits 1337 kennengelernt. Er hielt sich dort als Regent in Tirol für seinen jüngeren Bruder Johann Heinrich und dessen Görzerische Gemahlin Margarete (1366 erstmals als Maultasch erwähnt) auf, ein Amt, welches er von 1335–38 bekleidete. Bartolomej saß als Fürst von Krk in Senj und hatte 1336 Karl aus der Gewalt von dalmatinischen Piraten befreit. Er regierte von 1327 bis 1361 und trug wesentlich zur Bewahrung der glagolitischen Liturgie auf Krk und in Dalmatien bei.
1348 wurden Kirche und Kloster durch den ersten Prager Erzbischof Ernst von Pardubitz an Benediktinermönche aus Kroatien übergeben. Es handelte sich dabei um 80 Mönche aus dem 1345 von Venezianern geplünderten und zerstörten Cosmas-und-Damian-Kloster der Insel Pašman.
An der Vyšehrader Stiftskirche hatten der Überlieferung zufolge sowohl der heilige Methodius als auch der heilige Prokop bereits slawische Gottesdienste zelebriert. Nach den Mönchen erhielt die Klosterkirche den Namen Marienkirche bei den Slawen (Klášter Panny Marie Na Slovanech).
Die Weihe der Klosterkirche der Jungfrau Maria und der slawischen Schutzheiligen erfolgte am 29. März 1372, einem Ostermontag, im Beisein des Kaisers Karl IV. und zahlreicher hoher Adliger und Geistlicher. Da an diesem Tag der Text aus dem Lukasevangelium verkündet wurde, der die Begegnung Christi mit den Jüngern auf dem Weg nach Emmaus schildert (Lukas 24, 13–35), erhielt das Kloster den vor allem unter den Deutschen verbreiteten zweiten Namen Emmauskloster.
Im 14. und 15. Jahrhundert entwickelte sich das Kloster zu einem herausragenden Bildungszentrum, in dem zahlreiche Übersetzungen und illuminierte Handschriften geschaffen wurden, darunter auch das „Registrum Slavorum“ aus der Zeit um 1395. Dies ist der glagolitische Teil des Evangelistars von Reims, auf den die letzten die französischen Könige 1722 und 1775 ihren Eid leisteten.
Als eines der wenigen Klöster in Prag wurde es nicht durch die Hussiten zerstört, sondern war von 1419 bis 1589 von Utraquisten besetzt und beherbergte ab 1446 das einzige Utraquistenkloster der Stadt. 1593 erhielten die Benediktiner Emaus zurück. Nachdem die tschechischen Mönche nach St. Nikolaus in der Prager Altstadt versetzt wurden, berief Kaiser Ferdinand III. 1636 Benediktiner der spanischen Montserrater Klosterreform nach Emaus. Nach deren Einzug wurde das Emauskloster umgebaut und um ein Geschoss aufgestockt. In der Folge blühte das Kloster geistlich und kulturell neu auf. Durch die Josephinischen Reformen wurden die Mönche mit dem Unterricht am Gymnasium von Klattau in Westböhmen beauftragt, wodurch es zu einem Niedergang des Ordenslebens im Emauskloster kam.

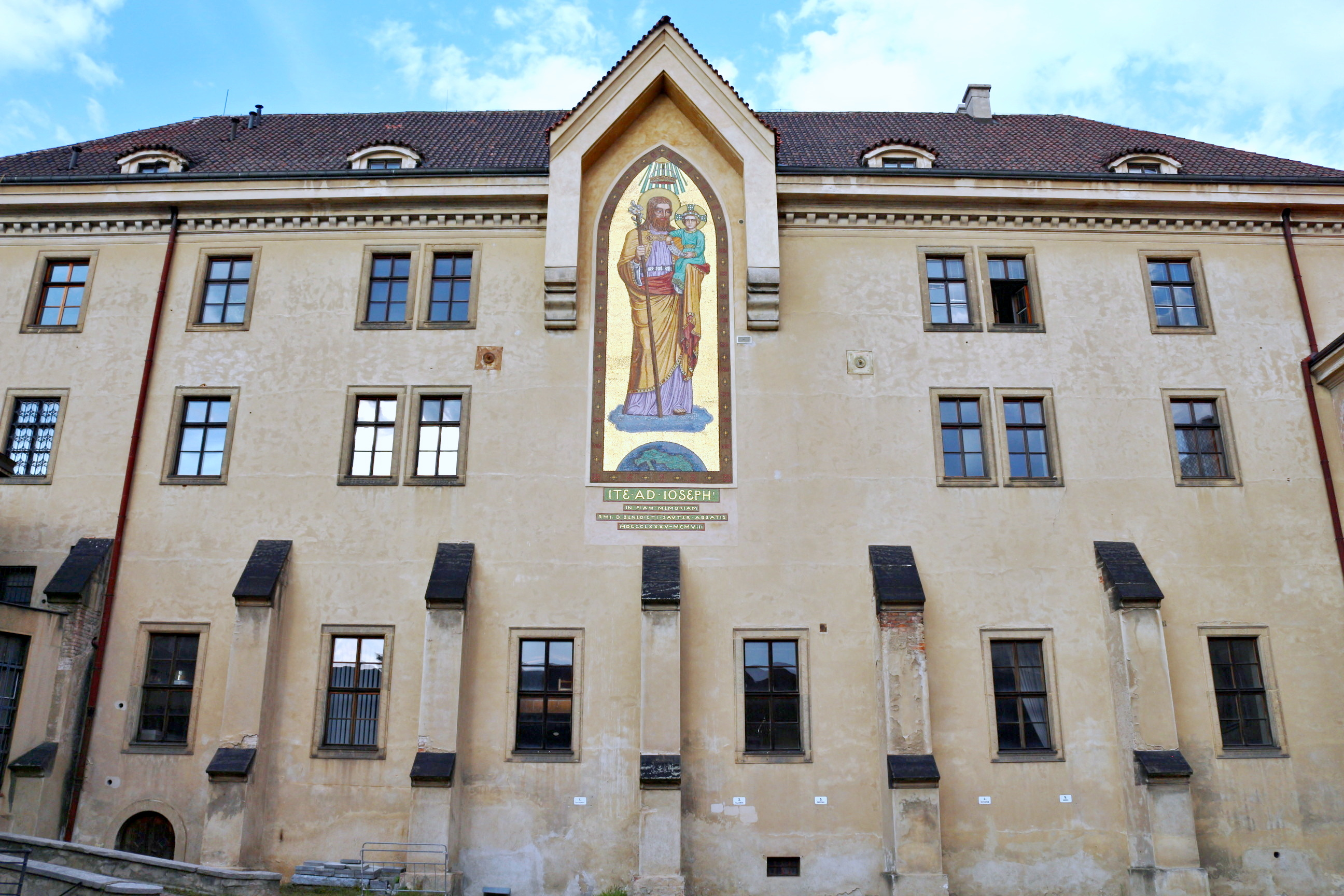
Westfassade im Beuroner Stil

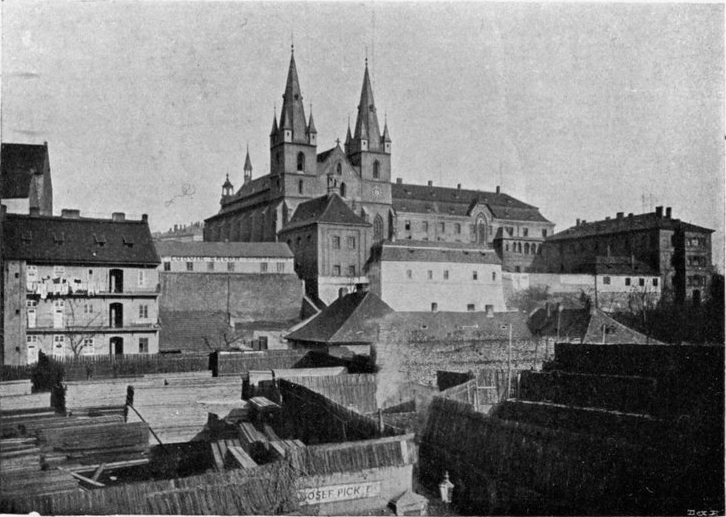
Gestalt des Emmausklosters bis zur Bombardierung 1945

1880 gelangte das Emauskloster mit Zustimmung des Kaisers Franz Joseph I. und des Prager Kardinals Friedrich zu Schwarzenberg an die Beuroner Kongregation. Damals wurden infolge des Kulturkampfs die Mönche aus der Erzabtei Beuron vertrieben und kamen am 19. März 1880 in Prag an. Erster Leiter der Prager Niederlassung war der Beuroner Abt Maurus Wolter, erster Administrator der Prior Benedikt Sauter, der 1885 zum Abt gewählt wurde. Unter ihm kam es zu einer Neubelebung des Klosterlebens. Während seiner Amtszeit wuchs das Emauskloster zu einem der größten Benediktinerkonvente an. Zugleich erreichte es eine geistige Blüte und entwickelte sich zu einem Zentrum der liturgischen Erneuerung. 1887 gründete er die Emautiner Obladenschule, in der junge Männer für den klösterlichen Beruf vorbereitet und in Gymnasialfächern unterrichtet wurden. Zudem förderte er die Gründung des ersten Beuroner Benediktinerinnenklosters St. Gabriel in Prag-Smíchov. Die deutschnationale Los-von-Rom-Bewegung wurde von ihm und seinem Konvent bekämpft, ebenso von seinem Nachfolger Albanus Schachleiter. Er richtete nach Ausbruch des Ersten Weltkriegs 1914 in den Klosterräumen eine Suppen- und Armenküche sowie ein Lazarett ein. Zudem wurden jüngere Ordensangehörige als Sanitätshelfer des k.u.k-Krankenzuges PK 45 eingesetzt, der aus sechzehn Krankenwagen bestand, die zu allen Kriegsschauplätzen führten.
Mit dem Zerfall der Doppelmonarchie und der Gründung der Tschechoslowakei 1918 mussten fast alle deutschen Mönche des Emausklosters 1919 Prag verlassen. Ursächlich für die Vertreibung war die deutschnationale Haltung des Abtes Schachleiter. Ihm wurde vorgeworfen, dass das Emauskloster, das ursprünglich ein Zentrum der slawischen Liturgie war, paradoxerweise ein Ort des Deutschnationalismus geworden war. Durch die Vertreibung brach der Konvent auseinander. Ein Teil der Mönche begab sich in die Beuroner Abtei Neresheim, mit der größeren Anzahl der Mönche wurde 1919 die ehemalige Zisterzienserabtei Grüssau in Niederschlesien besiedelt, deren Abt 1924 Albert Schmitt wurde.
Nach dem Ersten Weltkrieg wurde ein großer Teil der Klostergebäude vom staatlichen Konservatorium besetzt. In dieser kirchenpolitisch schwierigen Zeit war der Prager Erzbischof František Kordač ein großer Förderer des Emausklosters. 1922 wurde der Tscheche Arnošt Vykoukal zum Prior und Administrator des Klosters berufen. Er bemühte er sich um eine Stabilisierung des Klosterlebens und eine Besserung in den Beziehungen zwischen Staat und Kirche. Dadurch hörten die politischen Angriffe gegen das Emauskloster auf. Nachdem Abt Schachleiter 1924 auf sein Amt resigniert hatte, wurde im September 1925 Arnošt Vykoukal im ersten Wahlgang zum Abt gewählt. In dieser Funktion erneuerte er die Tradition der Gottesdienste in der Altkirchenslawischen Sprache, wodurch sich der Slawenapostel-Kult entwickelte und die Gottesdienste wieder stärker besucht wurden. Bis 1929 stieg die Kommunität in Emaus auf 68 Mitglieder, darunter 22 Priester, 13 Novizen, vier Kleriker und 29 Laienbrüder. Von 1933 bis Kriegsbeginn 1939 wurden Liturgische Wochen veranstaltet, an denen neben tschechischen auch ausländische und Beuroner Theologen teilnahmen. Mit den Veranstaltungen wurde eine Rückkehr zu den Wurzeln des frühen Christentums verfolgt. Gleichzeitig war Vykoukal ein Befürworter des Liturgischen Apostolats. Dadurch wurde das Kloster zu einem wichtigen Zentrum der liturgischen Reform sowie der Erneuerung des tschechischen Katholizismus.
Nach der „Zerschlagung der Rest-Tschechei“ 1939 wurde am 16. Juli 1942 die Emaus-Abtei von der deutschen Armee besetzt. Das Zimmer des Abtes Vykoukal wurde von der Gestapo durchsucht, weil ihm die „Tschechisierung“ des Klosters vorgeworfen wurde. Danach nahm das Deutsche Rote Kreuz seinen Sitz im Emauskloster. Abt Vykoukal bemühte sich um eine neue Bleibe für seinen Konvent, musste jedoch Prag verlassen und wohnte vorübergehend in Pilsen, wobei ihm verboten wurde, Kontakt mit der Kommunität aufzunehmen. Am 7. August 1942 wurde er in das KZ Dachau verschleppt, wo er am 10. September 1942 an Dysenterie starb.
Vor Kriegsende 1945 wurde das Kloster bei einem alliierten Luftangriff schwer beschädigt. Noch im gleichen Jahr wurde es neu errichtet und Mitglied der Slawischen Benediktinerkongregation. Während alle anderen böhmischen Benediktinerkonvente der böhmischen Kongregation eingegliedert waren, gehörte das Emauskloster von 1880 bis 1945 zur Beuroner Kongregation.

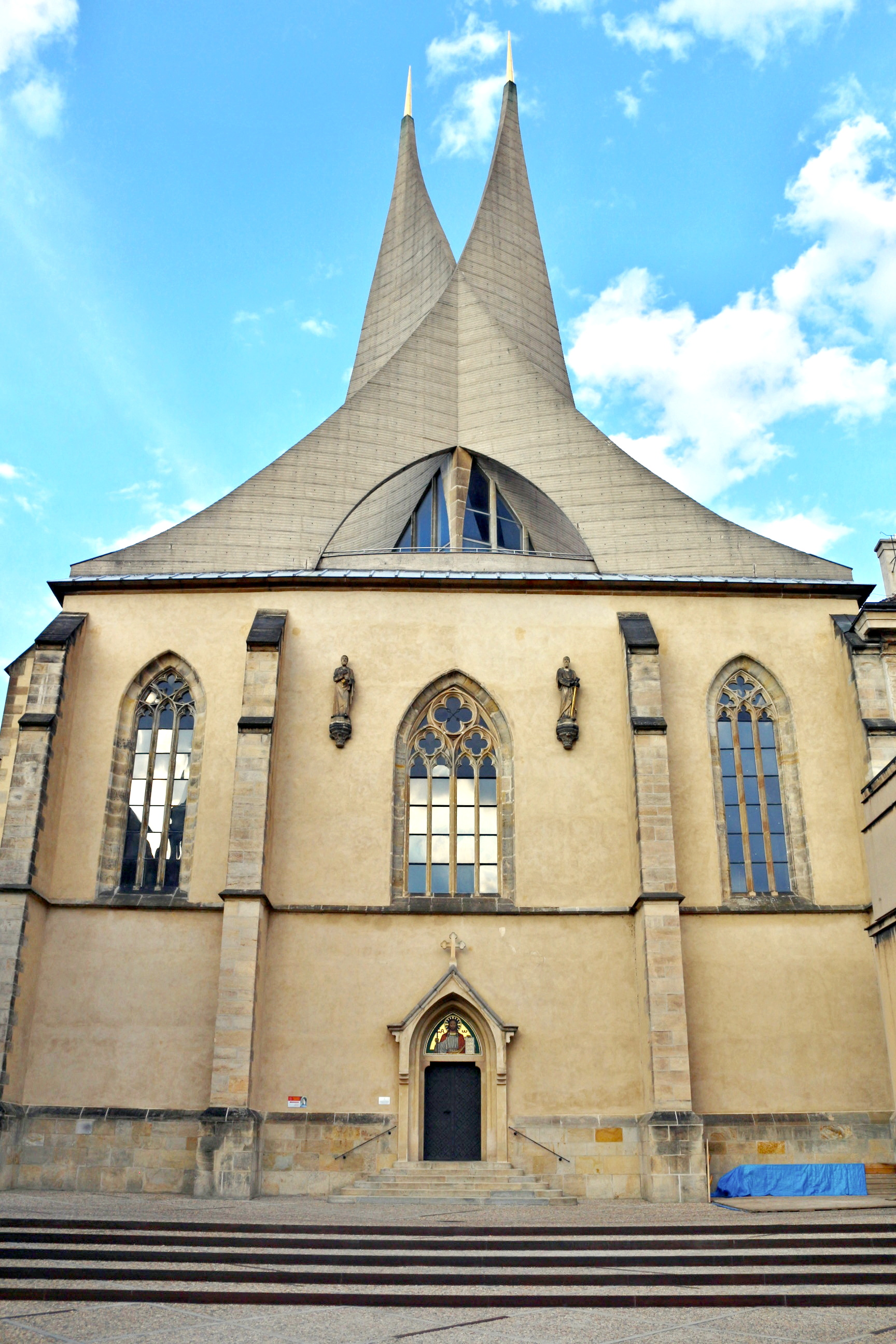
Die Klosterkirche Maria bei den Slawen heute

Im Zuge der Aktion K wurde das Emauskloster am 27. April 1950 durch die Tschechoslowakische Volksarmee und die Volksmiliz geschlossen. Die Klosteranlage wurde beschlagnahmt und der Konvent aufgehoben. Einem Teil der Mönche gelang die Flucht nach Italien, zuerst nach Foligno, dann nach Nursia. Das Kloster wurde der Tschechoslowakischen Akademie der Wissenschaften übergeben, die dort zwei Institute einrichtete, eine Klinik zur Behandlung von Berufskrankheiten und eine dermatologische Klinik. Nach der Samtenen Revolution wurde Emaus 1990 dem Benediktinerorden zurückgegeben und als ein Priorat der Abtei Břevnov unterstellt. Heute lebt wieder eine kleine Kommunität im Kloster. Prior-Administrator war von 2010 bis 2016 Abtpräses Edmund Wagenhofer, seit 5. Mai 2016 war es zwischenzeitlich Pater Augustin Gazda, der Prior der Abtei Raigern, aktuell (2020) ist es Erzabt Prokop Siostrzonek von Břevnov (Breunau) (Prag).

## Kunst
Die Klosterkirche mit drei gleich hohen Schiffen und jeweils eigenem Chorabschluss erinnert mit der fehlenden Trennung zwischen Chor und Langhaus und der auffallenden Schmucklosigkeit eher an Predigerkirchen und steht somit im starken Gegensatz zu den Bauten der Parlerschen Gotik. Von besonderer kunsthistorischer Bedeutung ist die um 1360 entstandene Fresko-Wandmalerei im Kreuzgang.
Die Beuroner Benediktiner haben 1888–1885 die Kirche und das Kloster im Stil der Beuroner Kunstschule umgestaltet. An der Ausgestaltung der Klosteranlage wirkten die drei führenden Beuroner Mönchs-Künstler mit: Desiderius Lenz, Gabriel Wüger und Lukas Steiner. Diese Künstler waren auch an der Ausmalung der Benediktinerinnenabtei St. Gabriel in Prag beteiligt.
Während einer Restaurierung erhielt die Kirche 1967 durch den Architekten František Maria Černý die moderne zweispitzige Front als Kompromiss zwischen dem früheren hohen gotischen Giebel und beiden bei den Luftangriffen zerstörten barocken Westtürmen.

## Zeitschriften aus dem Emauskloster
- St. Benediktusstimmen
- St. Bonifatius
- Sv. Vojtěch
- Pax